# Cissus gossweileri
Cissus gossweileri là một loài thực vật hai lá mầm trong họ Nho. Loài này được Exell & Mendonça miêu tả khoa học đầu tiên năm 1952.